# Marguerite Audoux
Marguerite Audoux, född 7 juli 1863, död 31 januari 1937, var en fransk författare.
Adoux uppfostrades av nunnor i ett barnhem och var därefter vallflicka i Sologne i landskapet Orléanais, men begav sig i 20-årsåldern till Paris, där hon till en början var sömmerska. Hon har skildrat sitt liv i Marie-Claire (1910) och L`atelier de Marie-Claire (1920). Hon har dessutom publicerat Le Chaland de la reine (1910), Valserine (1911) och De la ville au moulin (1926).

## På svenska
- Marie-Claire (översättning Signe Garling-Palmér, Åhlén & Åkerlund, 1911) (Marie-Claire)
- Marie-Claires ateljé: en skildring från Paris (översättning Karin Jensen, Wahlström & Widstrand, 1922) (L'atelier de Marie-Claire)
- Marie-Claire (översättning Eva Marstrander, Folket i bild, 1949) (Marie-Claire och L'atelier de Marie-Claire)